# Morten Mølster
Morten Mølster (31. marts 1962 - 14. januar 2013) var en norsk musiker fra Stavanger, mest kendt som som guitarist i The September When.
Han tog over som guitarist efter Tor Øyvind Syvertsen i foråret 1990 og var med i bandet frem til dets opløsning i 1996. Bandet udgav i den periode tre albums og blev kåret til Årets spellemann ved Spellemannprisen 1993. Han var også med da bandet blev genforenet i 2008 og udgav yderligere et album.
Han var også aktiv indenfor jazzmusikken og samarbejdede med musikere som Frode Gjerstad og Nils Petter Molvær. I tillægg var han også med i musikalske projekter som fx Abel/Mølster/Egdetveit/Eldøy sammen med Morten Abel, Johan Egdetveit og Øystein Eldøy.
Han var direktør for Stavanger Symfoniorkester fra 1. august 1999 til 31. august 2000 og var styreleder for orkesteret fra april 2012 og frem til sin død.